# Amblie
Amblie est une ancienne commune française, située dans le département du Calvados en région Normandie et à l'extrémité nord-est du Bessin. Devenue le 1er janvier 2017 commune déléguée au sein de la commune nouvelle de Ponts sur Seulles, elle est définitivement supprimée en mars 2020 comme les autres communes déléguées de Ponts sur Seulles.

## Géographie
Amblie se trouve à 5 km des plages du débarquement, à mi-chemin entre Bayeux (18 km) et Caen (18 km) et à 15 min de Ouistreham, « la porte vers l'Angleterre ». Elle est située au beau milieu de deux vallées, celles de la Thue et de la Seulles, non loin de la plaine de Caen.
Ses plaines alluviales (prés et marais), ses légers coteaux, et sa plaine agricole, lui confèrent une riche production agricole.

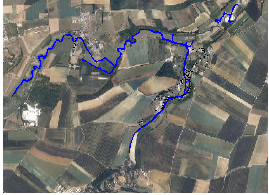
Amblie et ses cours d'eau (vue satellite) : sur la gauche en bas, le point blanc est la carrière d'Amblie Orival ; la Seulles à gauche et la Thue un peu plus à droite.
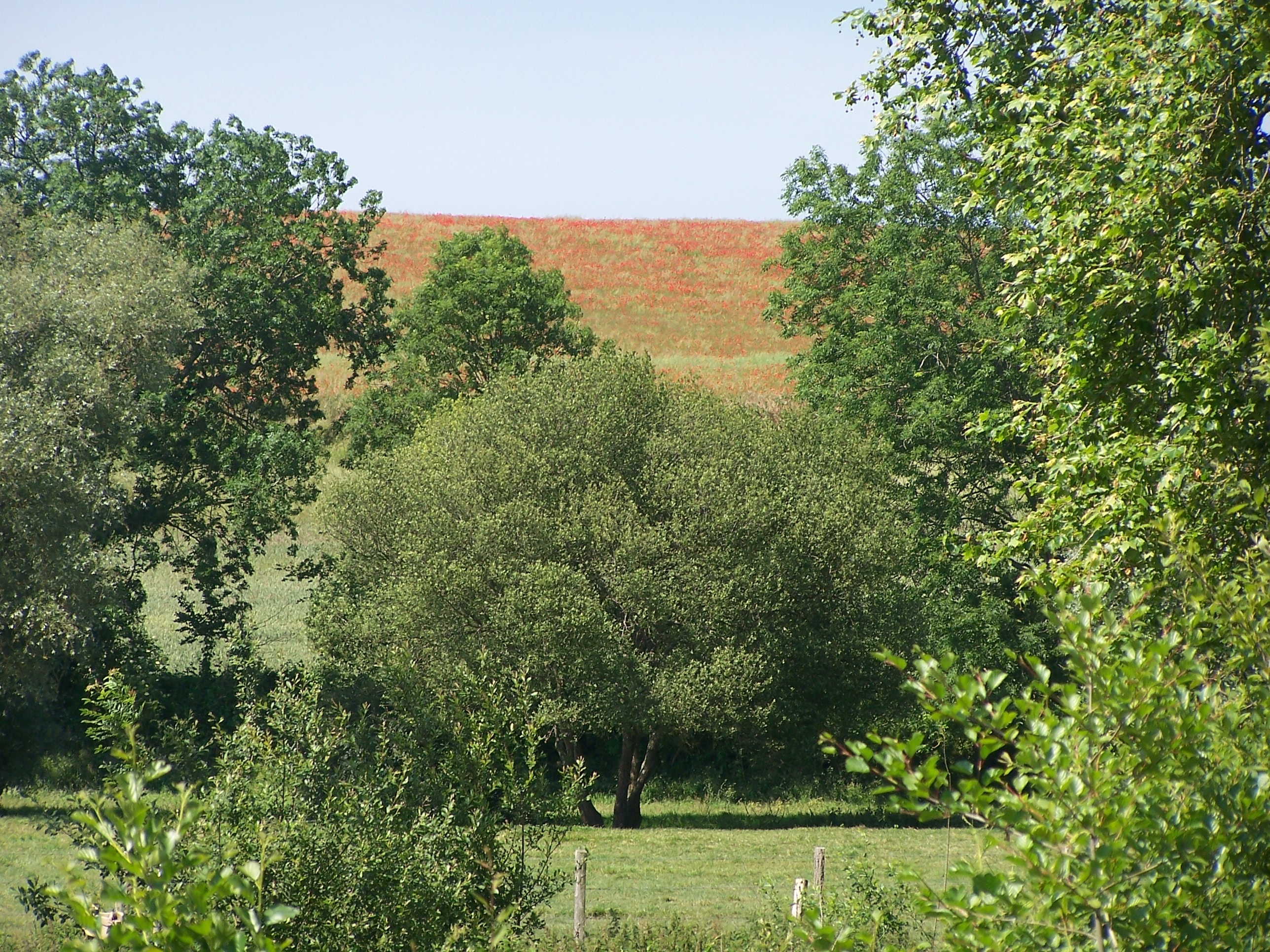
Champ de coquelicot vue de la vallée de la Seulles.

| Tierceville (comm. nouv. de Ponts sur Seulles)                                             | Colombiers-sur-Seulles                       | Banville, Reviers |
| Creully (comm. nouv. de Creully sur Seulles)                                               | Amblie                                       | Reviers           |
| Creully (comm. nouv. de Creully sur Seulles), Lantheuil (comm. nouv. de Ponts sur Seulles) | Lantheuil (comm. nouv. de Ponts sur Seulles) | Fontaine-Henry    |

## Toponymie
Le nom de la localité est attesté sous la forme Amblida en 1080. L'origine est obscure. Albert Dauzat évoque les hypothèses du latin amalocia/amalusta, « camomille », suffixé de -etum, ou de l'anthroponyme germanique Amalo. D'après M. de Beaurepaire, Amblie viendrait d'un nom roman Ambleta issu du gaulois Aballos ou Amballos qui signifie « pommier », auquel est adjoint le suffixe -etum pour qualifier un lieu : « Amblie, le lieu où il y a des pommiers ».
Le gentilé est Ambliais ou Ambligeois.

## Histoire
Les origines de ce petit village, situé sur la route des moulins, sont incertaines. La présence de l'homme y est cependant ancienne, comme en témoignent des traces humaines remontant à l'Antiquité. Durant plusieurs siècles, le territoire est attaché à la noblesse française à travers deux familles, dont sont issus notamment Achard de Bonvouloir et le comte du Buisson de Courson.
L'activité textile est développée au XIXe siècle, employant en majorité des femmes. Des moulins à eau établis au bord de la Thue, qui fonctionnent encore jusqu'en 1945, traitent ainsi les fils textiles mais également le grain. Le village, comme tant d'autres, subit de plein fouet la dépopulation dès le début du XXe siècle. Après la Première Guerre mondiale, des paysans belges s'installent sur le territoire. Épargnée pendant la Seconde Guerre mondiale, bien que très proche des plages du débarquement, la ville apporte son aide à Caen accueillant dans un centre de réfugiés et de blessés des milliers de sinistrés. Intégrée dans la sphère d'influence caennaise, la commune subit une fois encore l'exode rural vers la grande ville.
Le 29 juin 1944, le Red Ensign canadien flotte sur le quartier-général de la Première Armée canadienne près d'Amblie. Pour la première fois dans l'histoire, les forces armées canadiennes se battent sous leurs propres couleurs.
Cette cérémonie est présentée au Centre Juno Beach ainsi que sur cette page où est aussi présenté le drapeau : le Red Ensign canadien comporte, sur le côté gauche, l'Union Flag ou Union Jack, drapeau du Royaume-Uni formé de la superposition des croix de saint Georges, saint Patrick et saint André. Il est frappé de l'écu des armoiries canadiennes, créées par le roi George V en 1924. Le Red Ensign demeure le drapeau national du Canada jusqu'en 1965. Il est alors remplacé par l'unifolié rouge et blanc.
Le 1er janvier 2017, Amblie intègre avec deux autres communes la commune de Ponts sur Seulles créée sous le régime juridique des communes nouvelles instauré par la loi no 2010-1563 du 16 décembre 2010 de réforme des collectivités territoriales. Les communes d'Amblie, Lantheuil et Tierceville deviennent des communes déléguées et Lantheuil est le chef-lieu de la commune nouvelle. Le 13 février 2020, le conseil municipal vote la suppression des communes déléguées à partir du 23 mars 2020.

## Politique et administration
| Période                                  | Période       | Identité                    | Étiquette          | Qualité                                             |
| ---------------------------------------- | ------------- | --------------------------- | ------------------ | --------------------------------------------------- |
| 1791                                     | 1793          | Cairon de La Varende        |                    |                                                     |
| 1793                                     | 1798          | Jean Dujardin               |                    |                                                     |
| 1798                                     | 1816          | Jacques Bertrand            |                    |                                                     |
| 1816                                     | 1830          | Ambroise Victor de Cairon   |                    |                                                     |
| 1830                                     | 1848          | Jean-Louis Fouchaux         |                    |                                                     |
| 1848                                     | 1852          | Adolphe de Cairon           |                    |                                                     |
| 1852                                     | 1860          | Pierre Paul Adolphe Roussel |                    |                                                     |
| 1860                                     | 1872          | Gustave Youf                |                    |                                                     |
| 1872                                     | 1898          | Adolphe de Cairon           |                    |                                                     |
| 1898                                     | 1904          | Armand Levallois            |                    |                                                     |
| 1904                                     | 1935          | Joseph de Bonvouloir        |                    |                                                     |
| 1935                                     | 1944          | Paul Marc                   |                    |                                                     |
| 1944                                     | 1949          | Georges Levallois           |                    |                                                     |
| 1949                                     | 1977          | Désiré Picard               |                    |                                                     |
| 1971                                     | 1983          | Daniel Lelièvre             |                    |                                                     |
| 1983                                     | mars 2014     | Jean-Pierre Lavisse         | PS (exclu en 2012) | Conseiller général du canton de Creully (2004-2015) |
| mars 2014                                | décembre 2016 | Yves Beaudoin               | SE                 | Retraité                                            |
| Les données manquantes sont à compléter. |               |                             |                    |                                                     |

Le conseil municipal était composé de onze membres dont le maire et trois adjoints. Ces conseillers intègrent au complet le conseil municipal de Ponts sur Seulles le 1er janvier 2017 jusqu'en 2020 et Yves Beaudoin devient maire délégué.

## Démographie
L'évolution du nombre d'habitants est connue à travers les recensements de la population effectués dans la commune depuis 1793. À partir du 1er janvier 2009, les populations légales des communes sont publiées annuellement dans le cadre d'un recensement qui repose désormais sur une collecte d'information annuelle, concernant successivement tous les territoires communaux au cours d'une période de cinq ans. 
Pour les communes de moins de 10 000 habitants, une enquête de recensement portant sur toute la population est réalisée tous les cinq ans, les populations légales des années intermédiaires étant quant à elles estimées par interpolation ou extrapolation. Pour la commune, le premier recensement exhaustif entrant dans le cadre du nouveau dispositif a été réalisé en 2008,.
En 2018, la commune comptait 274 habitants, en évolution de −1,08 % par rapport à 2013 (Calvados : +1,58 %, France hors Mayotte : +2,49 %).
Amblie a compté jusqu'à 686 habitants en 1806.
| 1793 | 1800 | 1806 | 1821 | 1831 | 1836 | 1841 | 1846 | 1851 |
| ---- | ---- | ---- | ---- | ---- | ---- | ---- | ---- | ---- |
| 607  | 583  | 686  | 611  | 625  | 660  | 656  | 663  | 670  |

| 1856 | 1861 | 1866 | 1872 | 1876 | 1881 | 1886 | 1891 | 1896 |
| ---- | ---- | ---- | ---- | ---- | ---- | ---- | ---- | ---- |
| 653  | 589  | 573  | 492  | 474  | 449  | 428  | 337  | 304  |

| 1901 | 1906 | 1911 | 1921 | 1926 | 1931 | 1936 | 1946 | 1954 |
| ---- | ---- | ---- | ---- | ---- | ---- | ---- | ---- | ---- |
| 295  | 310  | 290  | 235  | 259  | 230  | 230  | 264  | 305  |

| 1962 | 1968 | 1975 | 1982 | 1990 | 1999 | 2008 | 2013 | 2018 |
| ---- | ---- | ---- | ---- | ---- | ---- | ---- | ---- | ---- |
| 318  | 267  | 266  | 276  | 258  | 292  | 260  | 277  | 274  |

## Lieux et monuments

### Monuments historiques
- L'église Saint-Pierre porte les marques de nombreux remaniements. La nef romane du XIIe siècle, comme en témoignent les godrons, a conservé un seul bas-côté. La façade occidentale est refaite au XIIIe siècle. Au XIXe siècle, une tour a remplacé un clocheton du XVIe siècle, établi sur l'arcade séparant le chœur de la nef. Le chœur vouté primitif a été retravaillé en partie et une chapelle latérale a été retranchée. Seules, les cinq arcades ouvrant sur le bas-côté nord sont romanes. Certaines sculptures aux figures fantaisistes, telle une grosse tête d'homme ou des personnages mordus par des animaux mystérieux, relèvent davantage de plaisanteries d'atelier que de style roman typique. Au sujet du portail, il serait du XIIIe siècle, il est percé sur la façade occidentale, et entouré d'un tore orné d'anneaux. La présence de ce motif est rare, ne figurant qu'en très peu d'endroits en France. Le portail occidental a été classé monument historique par arrêté du 19 novembre 1910 et le reste de l'église a été inscrite par arrêté du 12 avril 1927[16]. Des bénévoles de l'association Chantiers Histoire et Architecture Médiévales participèrent entre 1999 et 2001 à la restauration du cimetière et des escaliers menant à l'église[17].
- Le château des Planches date de 1785. Au XVIe siècle, le domaine appartient à la famille des Planches. En 1738, il passe par mariage aux du Buisson de Courson. De 1785 à 1789, cette année étant inscrite sur une souche de cheminée, Nicolas du Buisson de Courson fait construire ce château à la place d'une construction vétuste. Décorée sobrement, la nouvelle demeure est composée d'un corps de bâtiment central couronné d'un fronton triangulaire sur chacune des façades et flanqué de deux pavillons. Il a été inscrit par arrêté du 17 mai 1982[18].

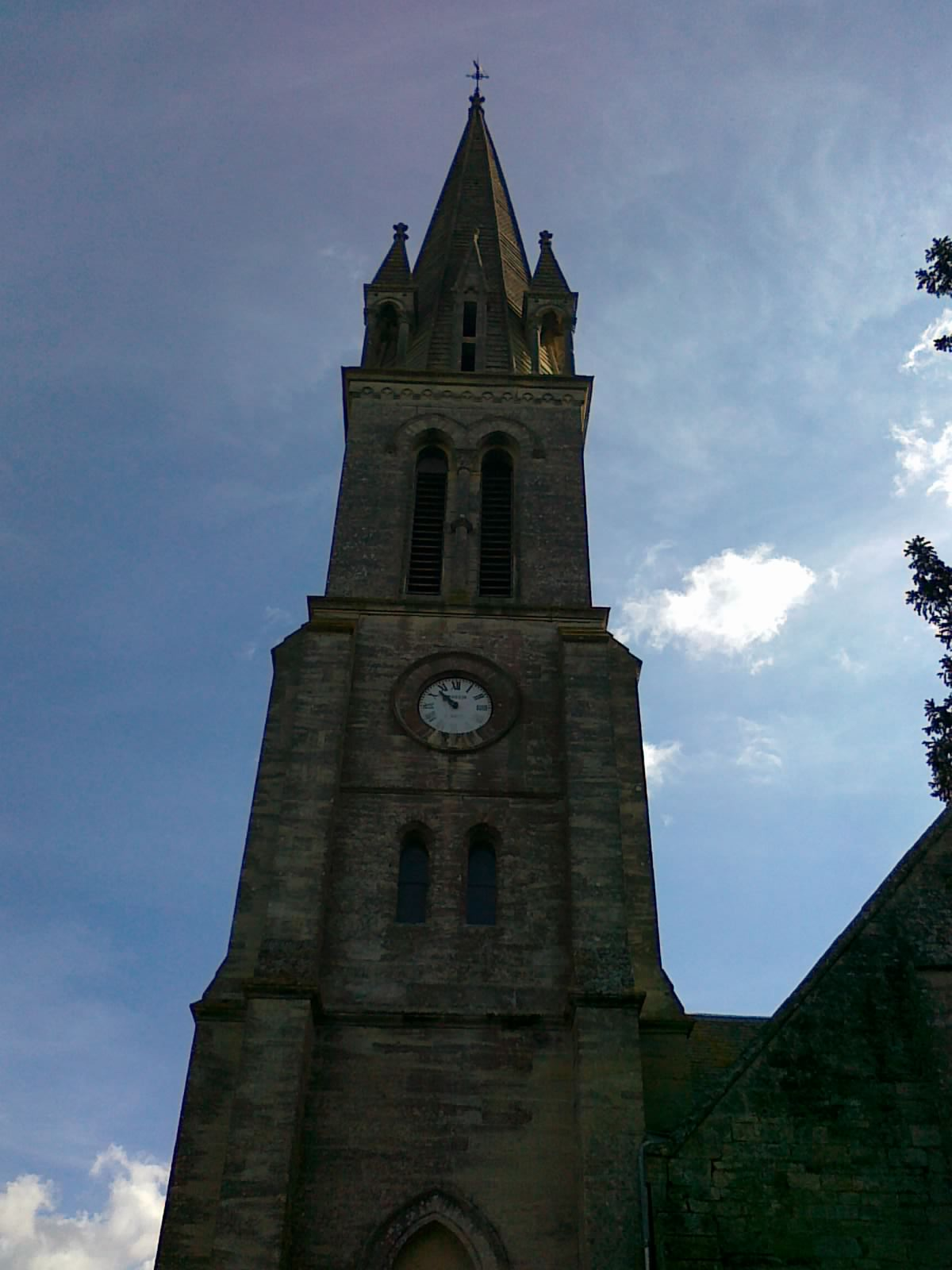
Le clocher de l'église Saint-Pierre.
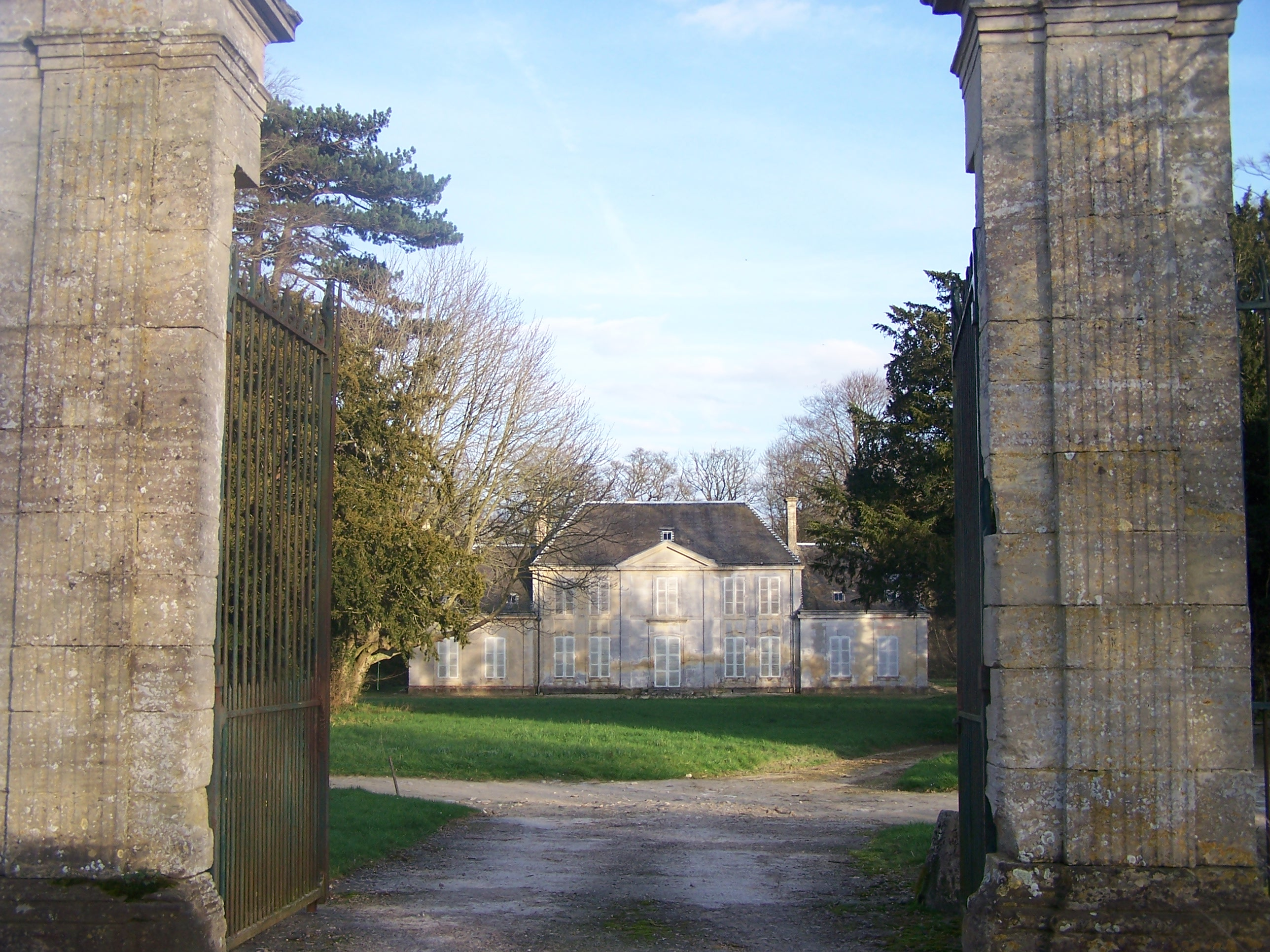
Le château des Planches.

### Autres sites et monuments
- Le château de la famille Achard de Bonvouloir. Corps principal 1792 et milieu XIXe siècle, calcaire de Creully ; la propriété appartient à des descendants d'Achard, l'un des compagnons de Guillaume le Conquérant durant la bataille d'Hastings. Le château, entouré d'un grand parc, est composé d'un pavillon central surmonté d'un fronton triangulaire et flanqué de deux avant corps. Durant la Seconde Guerre mondiale, un camp destiné à accueillir les milliers de sinistrés et de blessés de la ville de Caen est installé dans le bâtiment.
- Les fermes fortifiées :
  - La ferme du Bourg, dit « des Fiquet » de style XVIe siècle. Cette ferme a été très largement remaniée aux XIXe et XXe siècles.
  - La ferme anciennement Levallois des XIIIe, XIVe, XVIIIe et XIXe siècles est une ferme typique du Bessin avec sa cour fermée, son pigeonnier, ses écuries, sa boulangerie, son grenier à blé, ses charretteries, ses deux porches de 1739 pour le porche principal et 1710 pour le porche qui menait anciennement aux champs face au château de Bonvouloir ; sur le corps d'habitation des traces d'architecture tels que deux lavabos « puisette » de style XIIIe et XIVe siècles et son pignon occidental, et sa tour à escalier à vis typique du Moyen Âge abritait naguère un logis seigneurial très remanié au XIXe siècle. Au nord du corps d'habitation se jette la Thue et la Seulles, tout près du moulin de la Porte qui possédait deux roues. Ce moulin abrita durant le débarquement le quartier général de la 1re armée canadienne commandée par le général Harry Crerar.
  - La ferme du château XIXe siècle, « ferme des Fiquet Vallerande ». Une curiosité architecturale pour la région car de style Maine Anjou.
- Les différents moulins de la commune (sans roue). Situé sur la route des moulins, le village disposait au XIXe siècle d'une dizaine de moulins repartis sur la Thue. Ces établissements jouent un rôle important dans l'industrie, abritant des minoteries dans cette région essentiellement céréalière, ou foulant les textiles, comme à Cully.
- La vallée de la Seulles et de la Thue (les deux rivières bordant la commune).
- Le Jardin Nature des Marettes, jardin associatif pédagogique à vocation potagère.
- Le vieux pressoir dans le domaine du château de la famille de Bonvouloir. Bâtisse de style moyenâgeuse, datant approximativement des XVe et XVIe siècles peut-être même antérieur, fut à une certaine période le pressoir du village, on peut encore y apercevoir son tour à cidre et son pressoir.
- Le vieux pont piétonnier (1743), en calcaire de Creully (300 × 200 × 400), Situé après le dernier moulin d'Amblie, ce pont enjambe la Seulles. Le second bras de la rivière est franchi par une passerelle. Le pont était emprunté par les vaches allant paître de l'autre côté de la rivière. Délabré par cet usage, il a été restauré après l'aménagement d'un gué en aval, destiné au passage du bétail.
- La carrière de pierre d'Orival (époque mérovingienne)[Note 2]. De cette carrière, exploitée à ciel ouvert, est extraite la pierre appelée localement « carreau d'Orival » ou « pierre de Creully », calcaire oolithique à un grain plus gros et est donc plus résistante au gel que celle de Caen. Dès l'époque mérovingienne, l'exploitation de la carrière constitue un pôle économique important pour plusieurs communes. Des traces d'anciens fours à chaux en sont un témoignage. Aux XIe et XIIe siècles, le carreau d'Orival est employé dans la construction de monuments tels que la cathédrale de Bayeux. Ces carrières sont mentionnées pour la première fois en 1692 dans les fermages de l'abbaye de Fécamp. Dès le XIXe siècle, la pierre, toujours extraite au début du XXIe siècle, est exportée à de grandes distances. Le site est classé et constitue la réserve naturelle régionale des anciennes carrières d'Orival.
- Le menhir des Planches.

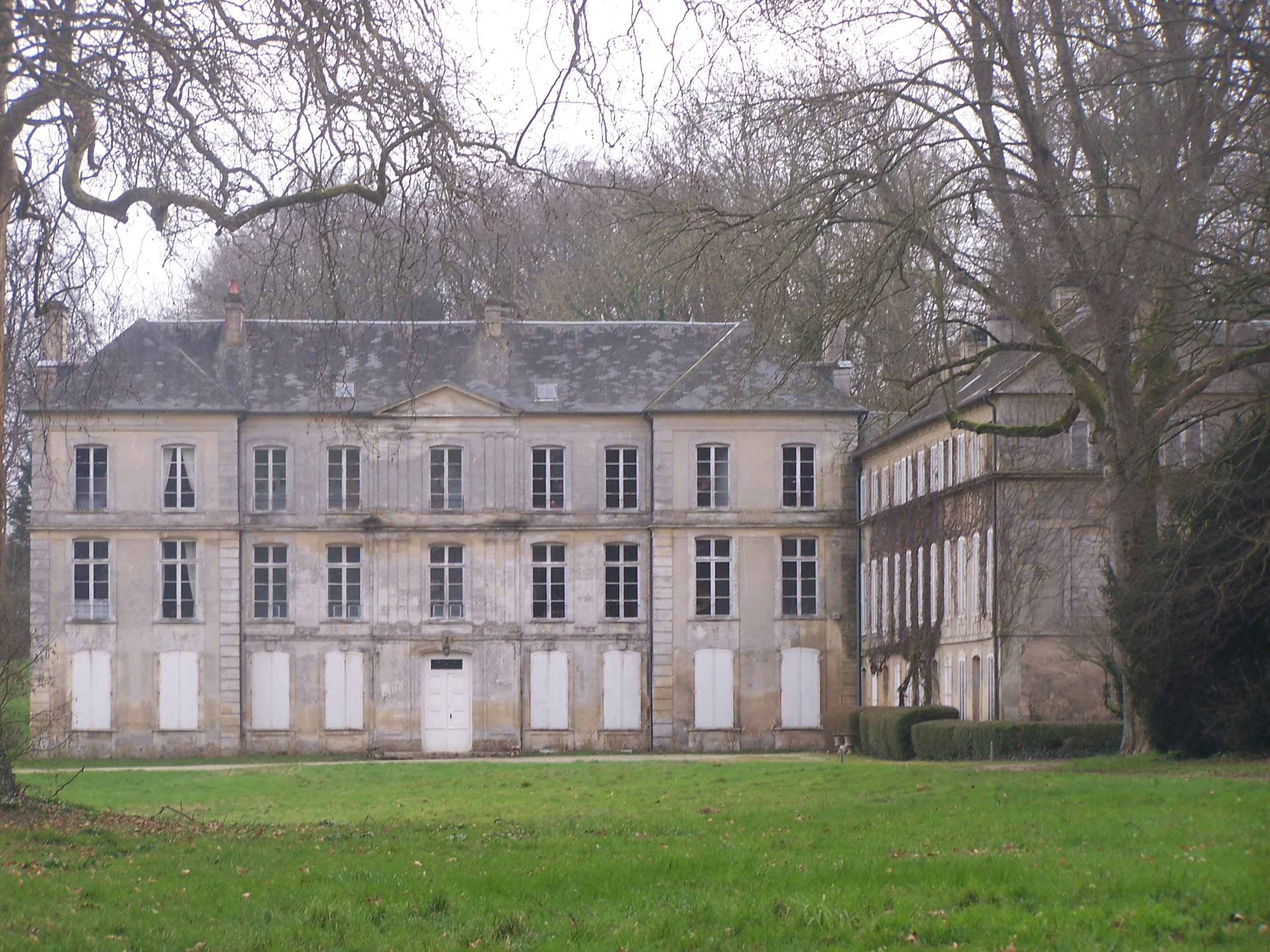
Le château de Bonvouloir.
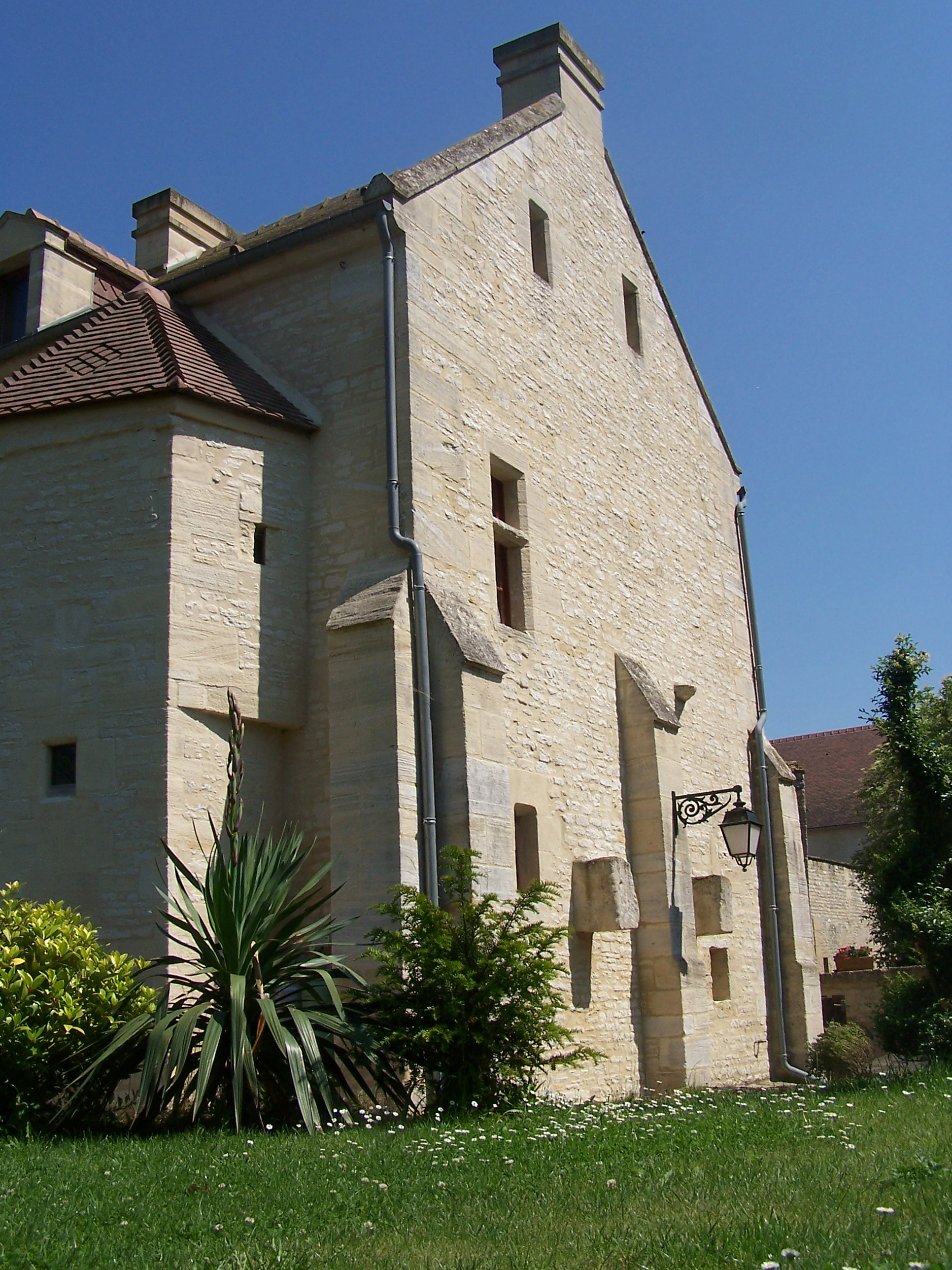
Le pignon occidental du logis seigneurial d'Amblie.
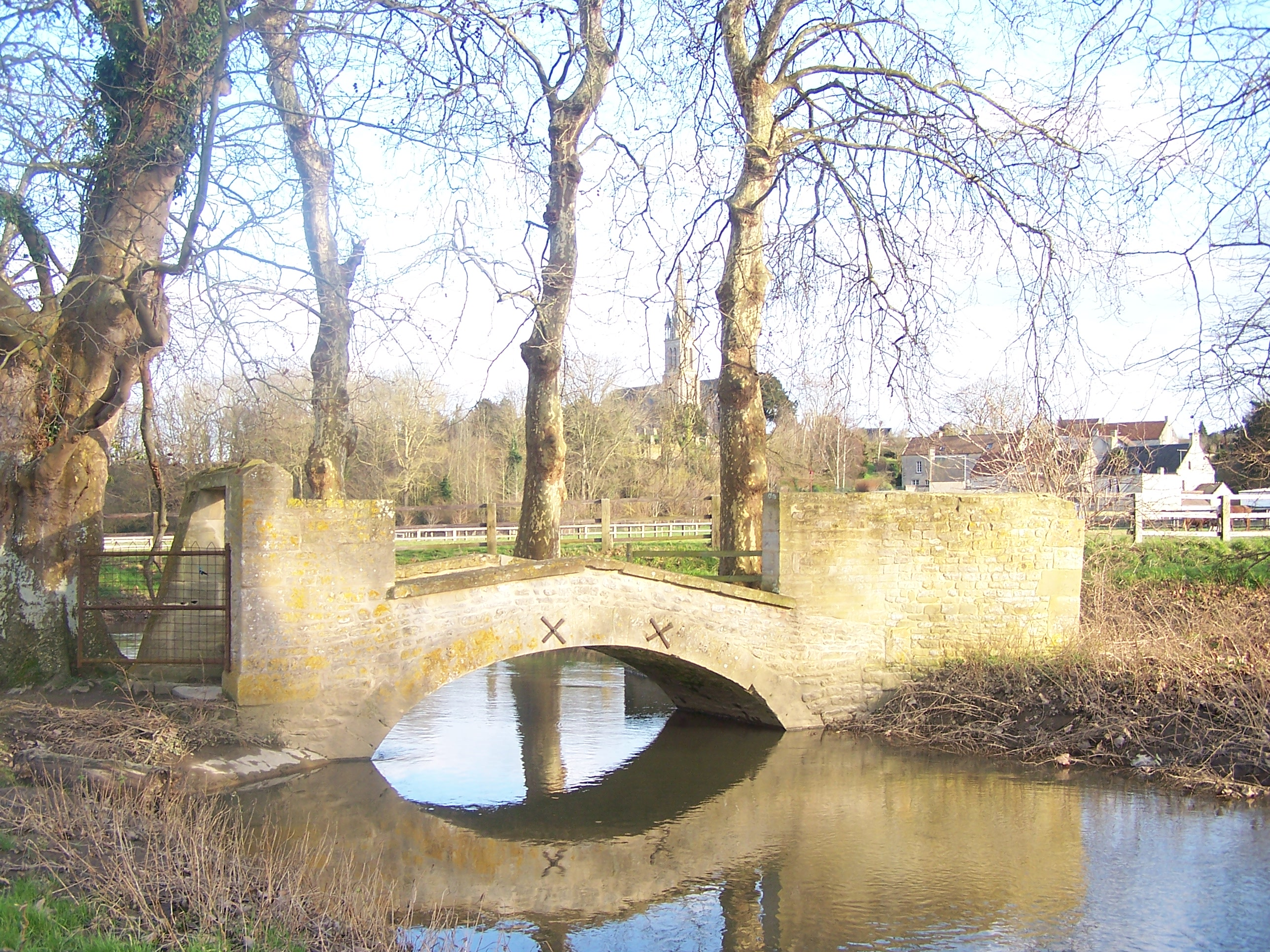
Vue en amont de la Seulles.
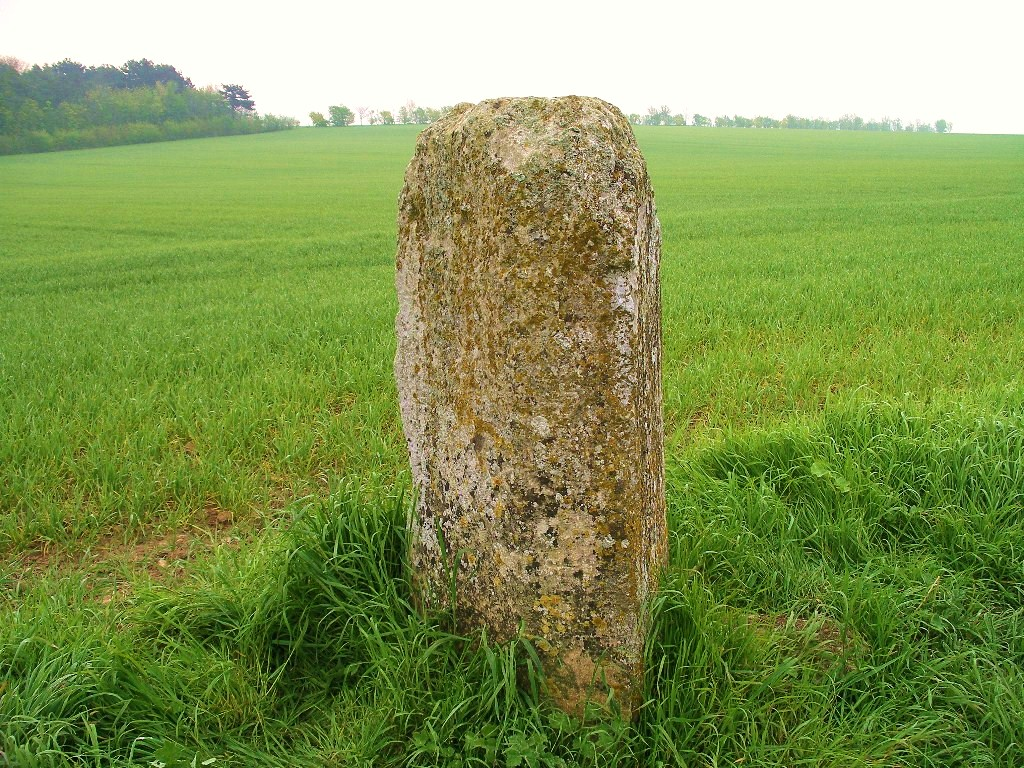
Le menhir.

## Personnalités liées à la commune
- Harry Crerar (1888-1965), général canadien et « commandant des armées de terre » du Canada pendant la Seconde Guerre mondiale. Il fit son quartier général à Amblie le 18 juin 1944.